# Raphaël Moreau
Pour les articles homonymes, voir Moreau.
Raphaël Moreau (Mayenne, 25 juillet 1902 - Château-Gontier, 17 mars 1986) est un écrivain français.

## Origine
Raphaël Moreau était le fils de l'entrepreneur de travaux publics Émile-Félix-Raphaël Moreau (né le 20 août 1869) et de Victoire-Angélique-Constance Maupilé (née le 2 juillet 1880). Émile Moreau participa aux travaux de construction du premier viaduc métallique de Mayenne et aux travaux d'agrandissement de l'asile de la Roche-Gandon dans la même ville. Son épouse devait décéder à l'âge de 44 ans.

## Parcours professionnel
Cadet d'une famille de 15 enfants, Raphaël-Jacques-René Moreau fit ses études au lycée de Laval (sortie en 1920), où il eut comme condisciple René Pleven, puis à Paris au lycée Janson-de-Sailly, où il préparait le concours d'entrée à l'École centrale des arts et manufactures. Ayant contracté une grave maladie, il dut renoncer à poursuivre ses études. En 1925, après son service militaire, il assura diverses directions dans l'entreprise de son père et dans les sociétés qui lui ont succédé. L'Occupation le contraint à un changement d'activité professionnelle. Il entre en 1940 dans l'industrie laitière comme chef des services techniques de la Société Perreault, fonction qu'il dut cesser fin septembre 1959, à la suite d'une nouvelle maladie. Au cours de ses activités dans l'industrie laitière, il a écrit divers articles techniques dans la revue Le Lait et dans d'autres publications spécialisées, étudiant notamment une nouvelle méthode pour le paiement du lait, qui fit l'objet d'une communication à l'Académie d'agriculture de France (séance du 10 juin 1959). En 1967, il publie un article dans le Bulletin de Mayenne-Sciences.

## Homme de lettres
Il est aussi un homme de lettres réputé ; en outre, chroniqueur et échotier de valeur, il a collaboré à diverses publications. En mai 1920, il obtient deux mentions lors d'un concours organisé le journal Ève, grand quotidien parisien illustré de la femme. En juillet 1921, publication d'un poème dans Paris-Revue, périodique littéraire, artistique et théâtral, dont Anatole France présidait le comité d'honneur.
En tant que chroniqueur et échotier, il a publié plus de 600 articles dans divers quotidiens, hebdomadaires régionaux, revues nationales : Ouest-France, Le Maine libre et L'Éclaireur régional de l'Ouest (qui lui succéda dans la Mayenne), La République sociale, Les Nouvelles Mayennaises de Camille Lhuissier, Le Courrier de l'Ouest, L'Indépendant, Le Petit Bleu des Côtes-du-Nord, La Voix syndicale (bulletin de la Fédération de l'Éducation nationale), le Bulletin de la Société nationale des Anciens et Amis de la Gendarmerie, Le Phare de Ré, Les Palmes Académiques, Défense de la langue française… Les quotidiens L'Aurore et Sud Ouest ont reproduit tout ou partie de plusieurs de ces articles.
Il a pris à maintes reprises la défense de la langue française. Dans diverses communications à Défense de la langue française, il a dénoncé de nombreux néologismes et barbarismes, à rejeter.
Fixé à Château-Gontier, il est membre adhérent de la Société des gens de lettres, où il fut parrainé en 1949 par Claude Farrère et Mme Georges Day. Il est vice-président de l'Association nationale des Palmes académiques ; président départemental de la Société nationale des anciens et amis de la gendarmerie ; membre de l'Association des écrivains de l'Ouest.

## Publications
- Château-Gontier ville sœur de Clochemerle ou les Propos du 24e conseiller municipal (édité par l'imprimeur-libraire Albert Goupil, maire de Laval, 1949), préfacé par Jules Trohel et rassemblant toute une série d'articles publiés dans la presse. Avec un humour souvent sarcastique, beaucoup d'esprit quelque peu caustique, l'auteur y commente les potins et événements castrogontériens au lendemain de la Libération et « met en boîte » plusieurs de ses concitoyens.
- Par la lucarne de mon grenier (Nouvelles Éditions Latines, 1970), dans lequel il continue à égratigner les habitants de « Bénitier-sur-Glaize », sans méchanceté mais sans ménagement, et en assénant des vérités déplaisantes, sur un ton toujours ironique.
- Promenades dans une ville sœur de Clochemerle par le 24e conseiller municipal inamovible. Recueil d'anecdotes castrogonteriennes, de souvenirs et de réflexions personnelles, cet ouvrage plein d'humour et de verve caustique est l'œuvre d'un observateur impitoyable des petits travers de ses concitoyens
- Cocktail Molotov ou salade russe
- Les mémoires d'Anatole-Rigobert Durant, français moyen